# سقوط هترا
سقوط هترا در جریان لشکرکشی‌های شاپور یکم، شاهنشاه ایران رخ داد. این شهر پایتخت پادشاهی عربایا بود و پس از یک محاصره طولانی که نزدیک به یک سال طول کشید، در نهایت شهر توسط ساسانیان فتح شد. با سقوط هترا و مرگ سنطروق دوم پادشاهی عربایا نیز منحل شد.

## پیش زمینه
در طول جنگ‌های ایران و روم، پادشاهی عربایا حکم یک دولت حائل میان شاهنشاهی ایران و امپراتوری روم را داشت و در بیشتر تاریخ خود، دست نشانده ایرانیان بود. با تضعیف شدن اشکانیان در سال‌های پایانی خود در اثر جنگ با رومیان و ساسانیان، عربایا نیز رفته رفته برقدرت خود افزود اما با سقوط اشکانیان و ظهور شاهنشاهی ساسانی، ملوک هترا تصمیم گرفتند تا با رومیان متحد شوند. در پاسخ به این تصمیم، اردشیر بابکان شهر را در دهه بیست سده دوم پس از میلاد محاصره کرد، اما توفیقی نداشت. نوشته‌های لاتین مربوط به سال ۲۳۵ که در شهر پیدا شده، نشان می‌دهد که رومیان در جریان محاصره در شهر حاضر بودند.

## محاصره و پس از آن
با کشف نسخه‌های خطی مانوی کلن، محققان معاصر به این نتیجه رسیدند که سقوط هترا در سال ۲۴۰ یا ۲۴۱ رخ داده‌است، یا همانگونه که طبری می‌گوید، دو سال طول کشیده‌است. در هر صورت شهر در اثر محاصره دوم سقوط کرد.
پس از فتح شهر، مواضع دفاعی آن نابود شده و ثروتش به غنیمت گرفته شد. همچنین پادشاهی عربایا نیز توسط شاهنشاه ایران منحل گردید. در سال ۳۶۳، امیانوس مارسلینوس در جریان جنگ‌های ایران و روم، از این شهر گذر کرده و آن را «یک شهر قدیمی اما خالی از سکنه که سال‌هاست رها شده» توصیف کرده‌است.

## نضیره
گزارش سقوط هترا در نوشته‌های قرون وسطایی ایرانی و عربی نیز بارها تکرار شده، اما در این نوشته‌ها واقعیت با افسانه گره خورده‌است.
معروف‌ترین داستان مربوط به سقوط هترا - که در شاهنامه، تاریخ طبری و نوشته‌های ابن خلدون و روضةالصفا نیز به آن اشاره شده - مربوط به این است که شاهدخت شهر، نضیره، با دیدن شاپور عاشق او می‌شود و به دلیل این عشق، به مردم و شهرش خیانت می‌کند.
در شاهنامه نام او مالکه دختر طایر ضبط شده‌است، اما شاهنشاهی که شهر را محاصره کرده شاپور دوم است، نه شاپور یکم.